# Powerwolf
Powerwolf is een Duitse powermetalband, opgericht in 2003 door David Vogt (Charles Greywolf) en Benjamin Buss (Matthew Greywolf). De groep gebruikt donkere thema's en beelden, zowel muzikaal als lyrisch, in tegenstelling tot de traditionele powermetal. Daarnaast wordt gebruikgemaakt van corpse-paint, gotische composities en nummers over Transsylvaanse weerwolf- en vampierlegendes, en bijbelse/kerk-gerelateerde onderwerpen, hetgeen eveneens atypisch is voor powermetalbands. Ook opvalland is het gebruik van echte orgels in plaats van synthesizers of keyboards en het gebruik van Latijnse termen.

## Bezetting

### Huidige bezetting
- Benjamin "Matthew Greywolf" Buss – gitaar
- David "Charles Greywolf" Vogt – gitaar, basgitaar
- Christian "Falk Maria Schlegel" Jost – keyboard
- Karsten "Attila Dorn" Brill – zang
- Roel van Helden – slaginstrumenten

### Voormalige leden
- Stefan "Stéfane Funèbre" Gemballa – slaginstrumenten (2003–2010)
- Tom Diener – slaginstrumenten (2010–2011)

## Discografie

### Albums
| Jaar | Titel                  |
| ---- | ---------------------- |
| 2005 | Return in Bloodred     |
| 2007 | Lupus Dei              |
| 2009 | Bible of the Beast     |
| 2011 | Blood of the Saints    |
| 2013 | Preachers of the Night |
| 2015 | Blessed & Possessed    |
| 2018 | The Sacrament of Sin   |
| 2021 | Call of the Wild       |
| 2023 | Interludium            |
| 2024 | Wake Up The Wicked     |

### Singles (selectie)
| Jaar | Titel                                                 | Opmerkingen                       |
| ---- | ----------------------------------------------------- | --------------------------------- |
| 2007 | In Blood We Trust                                     |                                   |
| 2009 | Raise Your Fist, Evangelist                           |                                   |
| 2011 | Sanctified With Dynamite                              |                                   |
| 2011 | We Drink Your Blood                                   |                                   |
| 2013 | Amen & Attack                                         |                                   |
| 2015 | Army of the Night                                     |                                   |
| 2015 | Armata Strigoi                                        |                                   |
| 2018 | Demons Are a Girl's Best Friend                       |                                   |
| 2018 | Fire & Forgive                                        |                                   |
| 2018 | Incense & Iron                                        |                                   |
| 2019 | Kiss of the Cobra King                                |                                   |
| 2020 | Midnight Madonna                                      |                                   |
| 2020 | Werewolves of Armenia                                 |                                   |
| 2021 | Beast of Gévaudan / Bête du Gévaudan                  |                                   |
| 2021 | Demons Are a Girl's Best Friend (The Monumental Mass) |                                   |
| 2021 | Dancing with the Dead                                 |                                   |
| 2021 | Fist by Fist (Sacralize or Strike)                    |                                   |
| 2021 | Glaubenskraft                                         |                                   |
| 2022 | Sainted by the Storm                                  |                                   |
| 2022 | Call of the Wild                                      | met Hansi Kürsch (Blind Guardian) |
| 2022 | Nightside of Siberia                                  |                                   |
| 2022 | My Will Be Done                                       |                                   |
| 2023 | Poison                                                | cover van Alice Cooper            |
| 2023 | No Prayer at Midnight                                 |                                   |
| 2023 | Bark at the Moon                                      | cover van Ozzy Osbourne           |
| 2024 | 1589                                                  |                                   |
| 2024 | Sinners Of The Seven Seas                             |                                   |
| 2024 | We Don't Wanna Be No Saints                           |                                   |

### Dvd's
| Jaar | Titel                 |
| ---- | --------------------- |
| 2008 | The Wacken Worship    |
| 2016 | The Metal Mass – Live |